# 海因莱因陨击坑
海因莱因陨击坑（Heinlein）是火星普罗米修高地的一座撞击坑，中心坐标位于希腊区东南端南纬64.6度、西经243.8度处，直径83公里，其名称取自美国著名科幻小说作家 罗伯特·安森·海因莱因(1907年-1988年)，1994年被国际天文联合会正式批准接受。
1969年，海因莱因在哥伦比亚广播公司与沃尔特·克朗凯特一起帮助报导了阿波罗11号登月。20世纪80年代，他参与了星球大战防御计划的规划。他的数部小说都涉及火星，尤其是《异乡异客》、《红色星球》、《火星上的波德卡因》和《双星》。许多美国宇航局官员说，他的著作激发了他们投身于航天事业。